# Якелен, Антье
А́нтье Якеле́н (швед. Antje Jackelén, в девичестве Цёлльнер, Zöllner; род. 4 июня 1955, Хердекке, Северный Рейн-Вестфалия) — в прошлом архиепископ Уппсалы и глава Церкви Швеции (2014—2022). Она была избрана архиепископом 15 октября 2013 года и вступила в должность 15 июня 2014 года.
Якелен была пастором в Стокгольмском и Лундском диоцезах, а также была профессором в Лютеранской школе теологии в Чикаго, США. 17 октября 2006 года её избрали епископом. Она была рукоположена в сан епископа в Уппсальском Кафедральном соборе 15 апреля 2007 года. При принятии сана епископа она выбрала девиз: «Велик Господь», взятый из 1 Иоанна 3:18-20.
Антье Якелен была одним из служителей на венчании кронпринцессы Виктории и Даниэля Вестлинга, которое прошло 19 июня 2010 года в Кафедральном соборе Стокгольма.
15 октября 2013 года избрана архиепископом Уппсалы и главой Церкви Швеции. На торжественной мессе в соборе Уппсалы 30 октября 2022 года она символически сложила полномочия. Её сменил Мартин Модеус, который вступил в должность во время службы во второе воскресенье Адвента (4 декабря) в той же церкви.
Замужем, имеет двоих детей. Её муж, Хайнц Якелен (Heinz Jackelén), тоже пастор.